# دونالد غراهام
دونالد غراهام هو سياسي كندي، ولد في 23 أبريل 1848، وتوفي في 1944.